# Categoría Primera B
Categoría Primera B, hay có tên Torneo BetPlay Dimayor bởi lý do tài trợ của công ty bia BetPlay, là giải bóng đá hạng hai ở Colombia.

## Thể thức thi đấu
DIMAYOR áp dụng thể thức mới từ năm 2015 vì Primera mở rộng thành 20 đội. Giải sẽ không còn các mùa Apertura và Finalización mà sẽ là giải đấu dài hơn với các trận đấu sân nhà và sân khách. Giai đoạn đầu tiên là tất cả các đội bóng đều thi đấu trên sân nhà và sân khách. Giai đoạn thứ hai chia thành 2 bảng, gồm 8 đội cao nhất thi đấu với nhau để xác định đội đứng đầu mỗi bảng. Các đội vô địch của 2 bảng sẽ lên chơi ở Primera A và đá chung kết trên sân nhà và sân khách để tìm ra đội vô địch của mùa giải.

## Đội bóng hiện tại
Bản mẫu:Categoría Primera B teams table

## Thống kê câu lạc bộ theo mùa giải
Đây là danh sách đầy đủ các đội bóng tham gia Categoría Primera B, từ năm 1991, đến mùa giải 2019. Các đội bóng còn đang thi đấu được in đậm.
| - 29 mùa giải: Leones (Deportivo Rionegro) - 22 mùa giải: Alianza Petrolera - 19 mùa giải: Real Cartagena - 16 mùa giải: Bogotá - 16 mùa giải: Tigres (Expreso Rojo) - 16 mùa giải: Valledupar - 15 mùa giải: Atlético (Dépor, Dépor Aguablanca, Dépor Jamundí) - 15 mùa giải: Barranquilla - 15 mùa giải: Unión Magdalena - 14 mùa giải: Bello (Atlético Bello) - 14 mùa giải: Club El Cóndor (Cóndor Real Bogotá, Deportivo El Cóndor) - 14 mùa giải: Cortuluá - 14 mùa giải: Cúcuta Deportivo (Cúcuta 2001) - 14 mùa giải: Girardot - 13 mùa giải: Real San Andrés (Real Santander) - 11 mùa giải: Deportivo Pereira - 9 mùa giải: Centauros Villavicencio - 9 mùa giải: Lanceros - 9 mùa giải: Patriotas - 8 mùa giải: Academia - 8 mùa giải: Alianza Llanos - 8 mùa giải: Atlético Bucaramanga - 8 mùa giải: Llaneros - 8 mùa giải: Universitario Popayán - 7 mùa giải: Deportes Quindío - 7 mùa giải: Fortaleza - 6 mùa giải: Deportivo Antioquia - 6 mùa giải: Itagüí - 5 mùa giải: Academia Bogotana - 5 mùa giải: América de Cali | - 5 mùa giải: Atlético Buenaventura - 5 mùa giải: Bajo Cauca - 5 mùa giải: Boyacá Chicó (Bogotá Chicó) - 5 mùa giải: Cooperamos Tolima - 5 mùa giải: Deportivo Pasto - 5 mùa giải: Escuela Carlos Sarmiento Lora - 5 mùa giải: Pumas de Casanare - 4 mùa giải: Atlético Córdoba - 4 mùa giải: Atlético Huila - 4 mùa giải: Chía (Chía Fair Play, Club Fair Play) - 4 mùa giải: La Equidad - 4 mùa giải: Orsomarso - 3 mùa giải: Atlético Juventud (Juventud Soacha) - 3 mùa giải: Palmira F.C. - 3 mùa giải: Córdoba - 3 mùa giải: Deportivo Unicosta - 3 mùa giải: Expreso Palmira - 3 mùa giải: Fiorentina - 3 mùa giải: Independiente Popayán - 3 mùa giải: Itagüí Ditaires - 3 mùa giải: Uniautónoma - 2 mùa giải: Atlético de la Sabana - 2 mùa giải: Soledad - 2 mùa giải: Deportes Dinastía - 2 mùa giải: Deportivo Armenia - 2 mùa giải: Dimerco Popayán - 2 mùa giải: El Cerrito - 2 mùa giải: Envigado - 2 mùa giải: Guadalajara - 2 mùa giải: Industrial Itagüí - 2 mùa giải: Jaguares | - 2 mùa giải: Johann - 2 mùa giải: Pacífico - 2 mùa giải: Real Floridablanca - 2 mùa giải: Real Sincelejo - 2 mùa giải: River Plate - 2 mùa giải: Unión Soacha - 1 mùa giải: América de Cali B - 1 mùa giải: Atlético Barranquilla - 1 mùa giải: Atlético Huila B - 1 mùa giải: Atlético Nacional B - 1 mùa giải: Atlético Popayán - 1 mùa giải: Cartago - 1 mùa giải: Cortuluá B - 1 mùa giải: Deportes Palmira - 1 mùa giải: Deportes Risaralda - 1 mùa giải: Deportes Tolima - 1 mùa giải: Deportes Tolima B - 1 mùa giải: Deportivo Cali B - 1 mùa giải: Deportivo Pereira B - 1 mùa giải: Ferroclub Pereira - 1 mùa giải: Florida Soccer - 1 mùa giải: Independiente Medellín B - 1 mùa giải: Junior B - 1 mùa giải: Millonarios B - 1 mùa giải: Once Caldas B - 1 mùa giải: Real Cartagena B - 1 mùa giải: Samarios - 1 mùa giải: Santa Fe B - 1 mùa giải: Sucre - 1 mùa giải: Unión Meta - 1 mùa giải: Univalle |

## Danh sách đội vô địch
| Mùa giải | Vô địch (Số danh hiệu)      | Á quân                  | Hạng ba                 |
| -------- | --------------------------- | ----------------------- | ----------------------- |
| 1991     | Envigado (1)                | Alianza Llanos          | Atlético Huila          |
| 1992     | Atlético Huila (1)          | Alianza Llanos          | Cortuluá                |
| 1993     | Cortuluá (1)                | Fiorentina de Florencia | Atlético Palmira        |
| 1994     | Deportes Tolima (1)         | Deportivo Antioquia     | Lanceros Boyacá         |
| 1995     | Atlético Bucaramanga (1)    | Lanceros Boyacá         | Alianza Llanos          |
| 1995–96  | Cúcuta Deportivo (1)        | Girardot                | Independiente Popayán   |
| 1996–97  | Deportivo Unicosta (1)      | Lanceros Boyacá         | Deportivo Pasto         |
| 1997     | Atlético Huila (2)          | Cúcuta Deportivo        | Real Cartagena          |
| 1998     | Deportivo Pasto (1)         | Deportivo Pereira       | Real Cartagena          |
| 1999     | Real Cartagena (1)          | Itagüí                  | Deportivo Pereira       |
| 2000     | Deportivo Pereira (1)       | Unión Magdalena         | Expreso Palmira         |
| 2001     | Deportes Quindío (1)        | Deportivo Rionegro      | Unión Magdalena         |
| 2002     | Centauros Villavicencio (1) | Alianza Petrolera       | Không trao giải hạng ba |
| 2003     | Bogotá Chicó (1)            | Pumas de Casanare       | Không trao giải hạng ba |
| 2004     | Real Cartagena (2)          | Deportivo Antioquia     | Không trao giải hạng ba |
| 2005     | Cúcuta Deportivo (2)        | Bajo Cauca              | Không trao giải hạng ba |
| 2006     | La Equidad (1)              | Valledupar              | Cortuluá                |
| 2007     | Envigado (2)                | Academia                | Không trao giải hạng ba |
| 2008     | Real Cartagena (3)          | Deportivo Rionegro      | Không trao giải hạng ba |
| 2009     | Cortuluá (2)                | Atlético Bucaramanga    | Không trao giải hạng ba |
| 2010     | Itagüí Ditaires (1)         | Deportivo Pasto         | Không trao giải hạng ba |
| 2011     | Deportivo Pasto (2)         | Patriotas               | Không trao giải hạng ba |
| 2012     | Alianza Petrolera (1)       | América de Cali         | Không trao giải hạng ba |
| 2013     | Uniautónoma F.C. (1)        | Fortaleza               | Không trao giải hạng ba |
| 2014     | Jaguares de Córdoba (1)     | Deportes Quindío        | Không trao giải hạng ba |
| 2015     | Atlético Bucaramanga (2)    | Fortaleza               | Không trao giải hạng ba |
| 2016     | América de Cali (1)         | Tigres                  | Không trao giải hạng ba |
| 2017     | Boyacá Chicó (2)            | Leones                  | Không trao giải hạng ba |
| 2018     | Cúcuta Deportivo (3)        | Unión Magdalena         | Không trao giải hạng ba |

## Danh hiệu theo câu lạc bộ
Tính đến 26 tháng 11 năm 2018
| Đội                     | Số lần | Năm                 |
| ----------------------- | ------ | ------------------- |
| Cúcuta Deportivo        | 3      | 1995–96, 2005, 2018 |
| Real Cartagena          | 3      | 1999, 2004, 2008    |
| Atlético Bucaramanga    | 2      | 1995, 2015          |
| Atlético Huila          | 2      | 1992, 1997          |
| Boyacá Chicó            | 2      | 2003, 2017          |
| Cortuluá                | 2      | 1993, 2009          |
| Deportivo Pasto         | 2      | 1998, 2011          |
| Envigado                | 2      | 1991, 2007          |
| Alianza Petrolera       | 1      | 2012                |
| América de Cali         | 1      | 2016                |
| Centauros Villavicencio | 1      | 2002                |
| Deportes Quindío        | 1      | 2001                |
| Deportes Tolima         | 1      | 1994                |
| Deportivo Pereira       | 1      | 2000                |
| Deportivo Unicosta      | 1      | 1996–97             |
| Itagüí Ditaires         | 1      | 2010                |
| Jaguares                | 1      | 2014                |
| La Equidad              | 1      | 2006                |
| Uniautónoma             | 1      | 2013                |